# AC Brooklands Ace

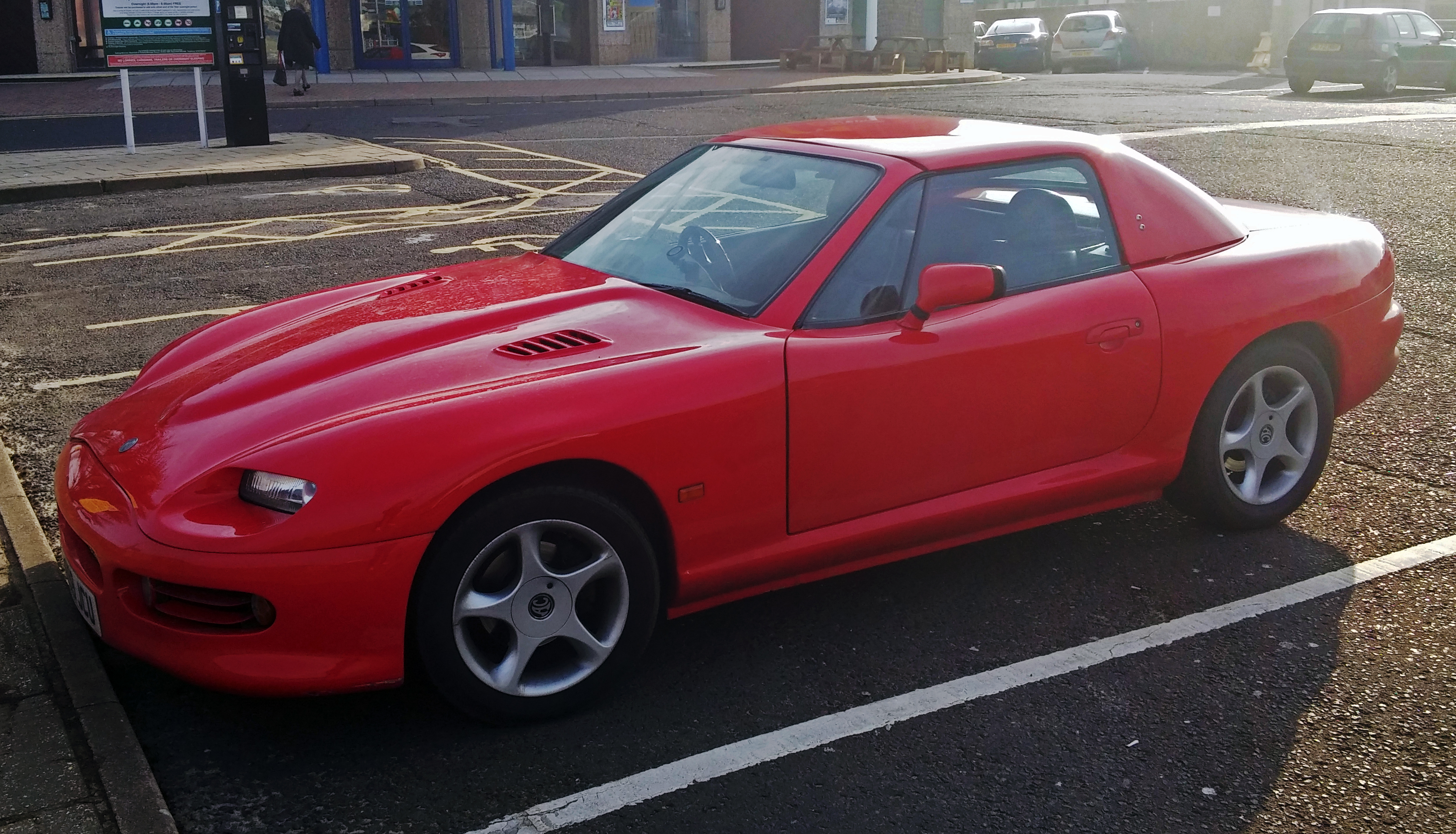

AC Brooklands Ace является родстером, построенным британской автомобильной компании AC Cars. Запущенный в 1993 году вслед за двумя предыдущими концептуальными автомобилями 1986 и 1991 годов, Brooklands Ace производился в небольших масштабах до 1997 года, после чего он получил рестайлинг и модернизацию под руководством новых владельцев AC и был перезапущен. Brooklands Ace не пользовался популярностью, и производство прекратилось в 2000 году после того, как общий тираж составил около 58 экземпляров.

## Разработка
История Brooklands Ace восходит к концептуальному автомобилю 1986 года под названием Ace of Spades, в котором было много деталей от Ford, включая двигатель V6 2,9 и систему полного привода.
Автомобиль претерпел значительные изменения, прежде чем вновь появился в 1991 году с новым дизайном от IAD, шасси из нержавеющей стали и двигателем Ford 3.0 V6. Второй прототип был стандартным двухместным купе, отказавшись от кузова 2 + 2 от Ace of Spades.

## Brooklands Ace (1993—1996)
В 1993 году была запущена серийная модель, в новой спецификации, которая пошла в производство в небольших масштабах, производство продолжалось в течение двух лет, когда в 1996 году модель стали оснащать 5,0 л V8 от Ford, который также использовали в AC Cobra, его мощность составляла 225 л. с. (168 кВт). Окончательная версия включала электрический механизм капота, выдвижные фары от более раннего прототипа были оставлены, но алюминиевый корпус был сохранен. Производство закончилось 46 оригинальными версиями, выпущенными в период с 1993 по 1996 год, когда AC Cobra уже перешла к другому владельцу.

## AC Ace (1997—2000)

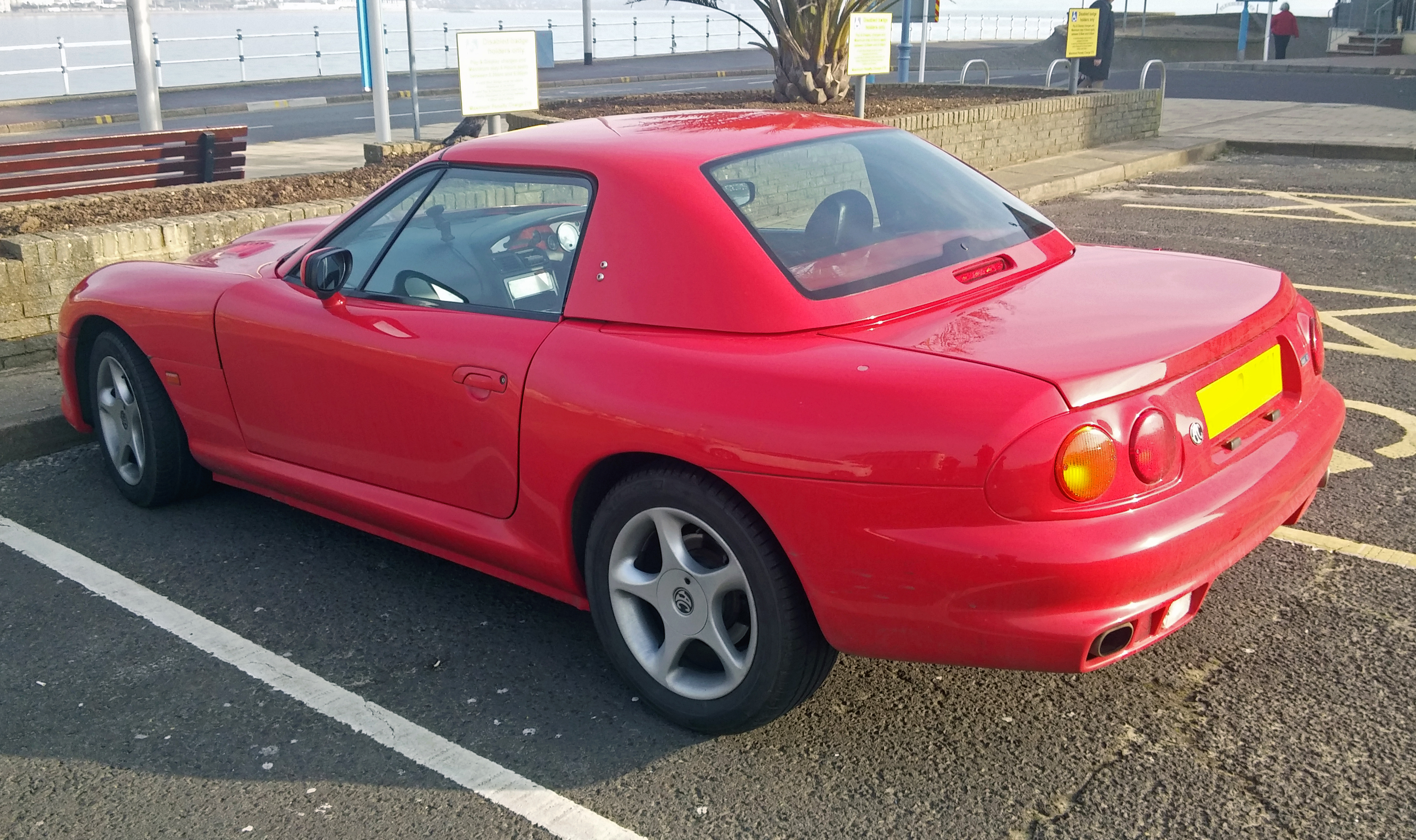
Вид сзади автомобиля 1999 г., купленного в 2010 г.

При новом владельце в 1996 году Brooklands Ace претерпел значительную модернизацию и доработку, после чего на Лондонском автосалоне 1997 года был повторно представлен под названием Ace V8, отказавшись от названия Brooklands. Продажи начались в 1998 году, но, несмотря на изменения, производство достигло всего 12 единиц до завершения в 2000 году.
Внешние изменения включали в себя значительный редизайн бамперов, решетки радиатора, фонарей (теперь прямоугольных, а не круглых) и новый капот. Помимо производства некоторых элементов, переданных в Южную Африку, окончательная сборка производилась в Ковентри. В обновленную конструкцию также было внесено изменение некоторых технологий производства, для снижения стоимости и веса.
Ace второго поколения весит 1453 кг (3203 фунта), имеет колесную базу 2472 мм (97,3 дюйма) и общую длину 4420 мм (174,0 дюйма). Диапазон двигателей был увеличен новыми вариантами V8 объёмом 5,0 л: 240 л. с. (179 кВт) и 320 л. с. (239 кВт) V8 с наддувом; 4,6-литровый 320 л. с. (239 кВт) 32-клапанный двигатель V8 с впрыском топлива и Lotus 3.5 V8 мощностью 251 л. с. (187 кВт). Автомобиль Лондонского автосалона 1999 года изначально был оснащен двигателем Lotus, но позже был установлен двигатель от Cobra объёмом 4,6 литра. Четырёхместная версия под названием AC Aceca, возрождающая старое название модели AC, также была запущена с двигателем V8 объёмом 4,6 л. и 5.0 л.. Ace V8 достиг максимальной скорости в 135 миль в час (217,3 км / ч) и мог разогнаться от 0 до 60 за 6,9 секунды. 5.0 с наддувом мог развивать 155 миль в час (249,4 км / ч) и разогнаться до 60 миль в час за 5,5 секунды.